# 葡萄牙共和國成立日
葡萄牙共和國成立日，即共和國日（葡萄牙語：Dia da República），為每年的10月5日，以紀念在1910年10月5日革命成立的葡萄牙共和國。

## 誤解
不少人，特別是澳門人，誤把當天視為葡萄牙的國慶日，原因可能是澳門政府公報把它稱為「葡萄牙共和國國慶日」。事實上，葡萄牙的國慶日應為6月10日，即葡國日、賈梅士日暨葡僑日。葡萄牙本土、駐外機構和海外僑民團體當天會舉行活動慶祝，其中最重要的是升旗和授勳儀式，還有慶祝酒會。而在10月5日，則基本上只作為公眾假期，沒有任何慶祝活動安排。

## 共和國日與澳門
澳門政府把內港泗𠵼街改稱為十月初五日街（Rua de Cinco de Outubro），路環亦有一條十月初五馬路（Avenida de Cinco de Outubro），都為紀念此日。
澳門主權移交前，共和國日為澳門公眾假期，主權移交後被取消。

## 參看
- 葡萄牙自由日
- 葡國日、賈梅士日暨葡僑日
- 葡萄牙恢復獨立紀念日